# 青木孝太
青木 孝太（あおき こうた、1987年4月27日 - ）は、滋賀県出身の元サッカー選手、サッカー指導者。ポジションは、FW。

## 来歴
2003年、滋賀県立野洲高等学校に入学。山本佳司監督の下、従来の高校サッカースタイルの常識を覆す南米的で個人技を重視したパスサッカーで第84回全国高等学校サッカー選手権大会で優勝。野洲高校を日本一に導く原動力となった。同期は楠神順平、内野貴志。一年下には乾貴士がいた。
2006年、ジェフユナイテッド千葉に入団。同年のU-19アジア選手権のメンバーに選出され、準々決勝のU-19サウジアラビア戦でU-20ワールドカップ出場権を決める決勝点を決めたり、準決勝の韓国戦の起死回生の同点ゴールをあげるなど活躍した。
その後2度の期限付き移籍を経て、2013年にザスパクサツ群馬に完全移籍で加入した。シーズン終了後、一度は契約満了による退団が発表されたが、12月25日に群馬と再契約を結んだと発表された。
2015年6月、現役を引退すると報じられた。
引退後はサッカー界から離れた。2020年に親族経営の電気工事会社に入社している。

## 所属クラブ
- 1998年 - 1999年 桐原JFC
- 2000年 - 2002年 セゾンフットボールクラブ
- 2003年 - 2005年 滋賀県立野洲高等学校
- 2006年 - 2012年 ジェフユナイテッド千葉
  - 2009年6月 - 同年12月 ファジアーノ岡山（期限付き移籍）
  - 2012年 ヴァンフォーレ甲府 （期限付き移籍）
- 2013年 - 2014年 ザスパクサツ群馬

## 個人成績
| 国内大会個人成績 | 国内大会個人成績 | 国内大会個人成績 | 国内大会個人成績 | 国内大会個人成績 | 国内大会個人成績 | 国内大会個人成績 | 国内大会個人成績 | 国内大会個人成績 | 国内大会個人成績 | 国内大会個人成績 | 国内大会個人成績 |
| 年度             | クラブ           | 背番号           | リーグ           | リーグ戦         | リーグ戦         | リーグ杯         | リーグ杯         | オープン杯       | オープン杯       | 期間通算         | 期間通算         |
| 年度             | クラブ           | 背番号           | リーグ           | 出場             | 得点             | 出場             | 得点             | 出場             | 得点             | 出場             | 得点             |
| 日本             | 日本             | 日本             | 日本             | リーグ戦         | リーグ戦         | リーグ杯         | リーグ杯         | 天皇杯           | 天皇杯           | 期間通算         | 期間通算         |
| ---------------- | ---------------- | ---------------- | ---------------- | ---------------- | ---------------- | ---------------- | ---------------- | ---------------- | ---------------- | ---------------- | ---------------- |
| 2003             | 野洲高           | -                | -                | -                | -                | -                | -                | 1                | 0                | 1                | 0                |
| 2006             | 千葉             | 29               | J1               | 3                | 1                | 0                | 0                | 0                | 0                | 3                | 1                |
| 2007             | 千葉             | 29               | J1               | 19               | 3                | 3                | 0                | 1                | 0                | 23               | 3                |
| 2008             | 千葉             | 9                | J1               | 13               | 0                | 2                | 0                | 0                | 0                | 15               | 0                |
| 2009             | 千葉             | 29               | J1               | 0                | 0                | 0                | 0                | -                | -                | 0                | 0                |
| 2009             | 岡山             | 48               | J2               | 31               | 6                | -                | -                | 1                | 0                | 32               | 6                |
| 2010             | 千葉             | 29               | J2               | 23               | 6                | -                | -                | 1                | 0                | 24               | 6                |
| 2011             | 千葉             | 18               | J2               | 22               | 1                | -                | -                | 1                | 0                | 23               | 1                |
| 2012             | 甲府             | 15               | J2               | 13               | 0                | -                | -                | 1                | 0                | 14               | 0                |
| 2013             | 群馬             | 7                | J2               | 41               | 3                | -                | -                | 0                | 0                | 41               | 3                |
| 2014             | 群馬             | 7                | J2               | 40               | 6                | -                | -                | 2                | 1                | 42               | 7                |
| 通算             | 日本             | 日本             | J1               | 35               | 4                | 5                | 0                | 1                | 0                | 41               | 4                |
| 通算             | 日本             | 日本             | J2               | 170              | 22               | -                | -                | 6                | 1                | 176              | 23               |
| 通算             | 日本             | 日本             | 他               | -                | -                | -                | -                | 1                | 0                | 1                | 0                |
| 総通算           | 総通算           | 総通算           | 総通算           | 205              | 26               | 5                | 0                | 8                | 1                | 218              | 27               |

- 2006年11月23日 - プロデビュー （J1第32節 - サンフレッチェ広島戦 フクダ電子アリーナ）
- 2006年11月26日 - プロ初ゴール （J1第33節 - ヴァンフォーレ甲府戦 山梨県小瀬スポーツ公園陸上競技場）

## 個人タイトル
- 2005年 - 国民体育大会 国体優秀選手

## 出場大会
- 2006年 - 第84回全国高等学校サッカー選手権大会 （優勝）
- 2006年 - 第66回 ベッリンツォーナ国際ユースサッカー大会 （優勝）
- 2007年 - トゥーロン国際大会

## 代表歴
- 2006年 - 日本高校選抜
- 2005年 - 2006年 U-18〜U-19 日本代表
- 2007年 - 2007 FIFA U-20ワールドカップ U-20日本代表